# 盖尔·埃姆斯
盖尔·埃姆斯，MBE（1977年7月23日—），英格蘭女子羽毛球運動員，擅長雙打項目，曾贏得2004年雅典奧運羽毛球混雙银牌、2006年世界羽毛球錦標賽混雙金牌及2006年英联邦运动会羽毛球混雙金牌。埃姆斯於2008年北京奧運會結束後宣布退役，及後在媒體從事評述工作。

## 簡歷
2004年，埃姆斯代表英国參加在希臘雅典舉行的奥林匹克运动会羽毛球比赛，夥拍内森·罗布森出戰混合雙打項目。他們先後在半準決賽及準決賽以2比0擊敗中國的陈其遒 / 赵婷婷和丹麥的乔纳斯·拉斯姆森 / 麗克·歐爾森，躋身決賽；可惜最後以1比2（1-15、15-12、12-15）敗給衛冕的中國組合张军 / 高崚，屈居亞軍；但這已是英國羽毛球運動員歷來在奧運會上造出的最好成績
2007年，盖尔·埃姆斯夥拍内森·罗布森參加世界羽毛球錦標賽混合雙打比賽，贏得首個世界冠軍。

## 主要比賽成績
只列出曾進入準決賽的國際賽事成績：
| 年份   | 賽事                     | 公開賽級別 | 項目     | 拍檔        | 成績   |
| ------ | ------------------------ | ---------- | -------- | ----------- | ------ |
| 2001年 | 世界羽毛球大獎賽總決賽   |            | 女子雙打 | 喬安·古德   | 準決賽 |
| 2004年 | 奧林匹克運動會羽毛球比賽 | 其他       | 混合雙打 | 内森·罗布森 | 銀牌   |
| 2005年 | 香港羽毛球公開賽         |            | 混合雙打 | 内森·罗布森 | 亞軍   |
| 2006年 | 全英羽毛球公開賽         |            | 混合雙打 | 內森·羅布森 | 亞軍   |
| 2006年 | 香港羽毛球公開賽         |            | 女子雙打 | 唐娜·凯洛格 | 準決賽 |
| 2007年 | 馬來西亞羽毛球超級賽     | 超級賽     | 混合雙打 | 内森·罗布森 | 亞軍   |
| 2007年 | 韓國羽毛球超級賽         | 超級賽     | 混合雙打 | 内森·罗布森 | 準決賽 |
| 2007年 | 印尼羽毛球超級賽         | 超級賽     | 女子雙打 | 唐娜·凯洛格 | 準決賽 |
| 2007年 | 中國羽毛球大師賽         | 超級賽     | 女子雙打 | 唐娜·凯洛格 | 準決賽 |
| 2007年 | 中國羽毛球大師賽         | 超級賽     | 混合雙打 | 内森·罗布森 | 準決賽 |
| 2007年 | 丹麥羽毛球超級賽         | 超級賽     | 女子雙打 | 唐娜·凯洛格 | 準決賽 |
| 2007年 | 丹麥羽毛球超級賽         | 超級賽     | 混合雙打 | 内森·罗布森 | 亞軍   |
| 2007年 | 中國羽毛球超級賽         | 超級賽     | 混合雙打 | 内森·罗布森 | 準決賽 |
| 2008年 | 馬來西亞羽毛球超級賽     | 超級賽     | 混合雙打 | 内森·罗布森 | 準決賽 |
| 2008年 | 全英羽毛球超級賽         | 超級賽     | 混合雙打 | 内森·罗布森 | 準決賽 |

| 2007-2017年 | 首要超級賽 | 超級賽 | 黃金大獎賽 | 大獎賽 | 國際挑戰賽 | 國際系列賽 | 未來系列賽 | 其他 |

### 奧運會和世錦賽參賽紀錄
|          | 搭檔        | 2004 | 2005        | 2006 | 2007 | 2008 |
| -------- | ----------- | ---- | ----------- | ---- | ---- | ---- |
| 女子雙打 | 唐娜·凯洛格 | 16強 | 8強         | 16強 | 8強  | 16強 |
|          |             |      |             |      |      |      |
| 混合雙打 | 内森·罗布森 | 銀牌 | 64強 (退賽) | 冠軍 | 8強  | 8強  |

## 外部連結
- 盖尔·埃姆斯 官方網站 （页面存档备份，存于）